# André Brasil
André Brasil Esteves (23 maggio 1984) è un nuotatore brasiliano.
Ha vinto l'oro per il Brasile ai XIII Giochi paralimpici estivi, oltre a conquistare un record paralimpico.
Da bambino ha contratto la poliomielite.